# Kryoneri (Messolongi)
Kryoneri  este un oraș în Grecia în prefectura Aetolia-Acarnania.